# Diástole

Diástole cardíaca.

Se llama diástole al período del ciclo cardíaco en que el músculo del corazón se relaja después de una contracción o sístole. Existe una diástole ventricular que corresponde a la relajación de los ventrículos y una diástole auricular cuando se relajan las aurículas. Juntas se conocen como diástole cardíaca y constituyen, aproximadamente, la mitad de la duración del ciclo cardíaco, es decir, unos 0,5 segundos.

## Descripción

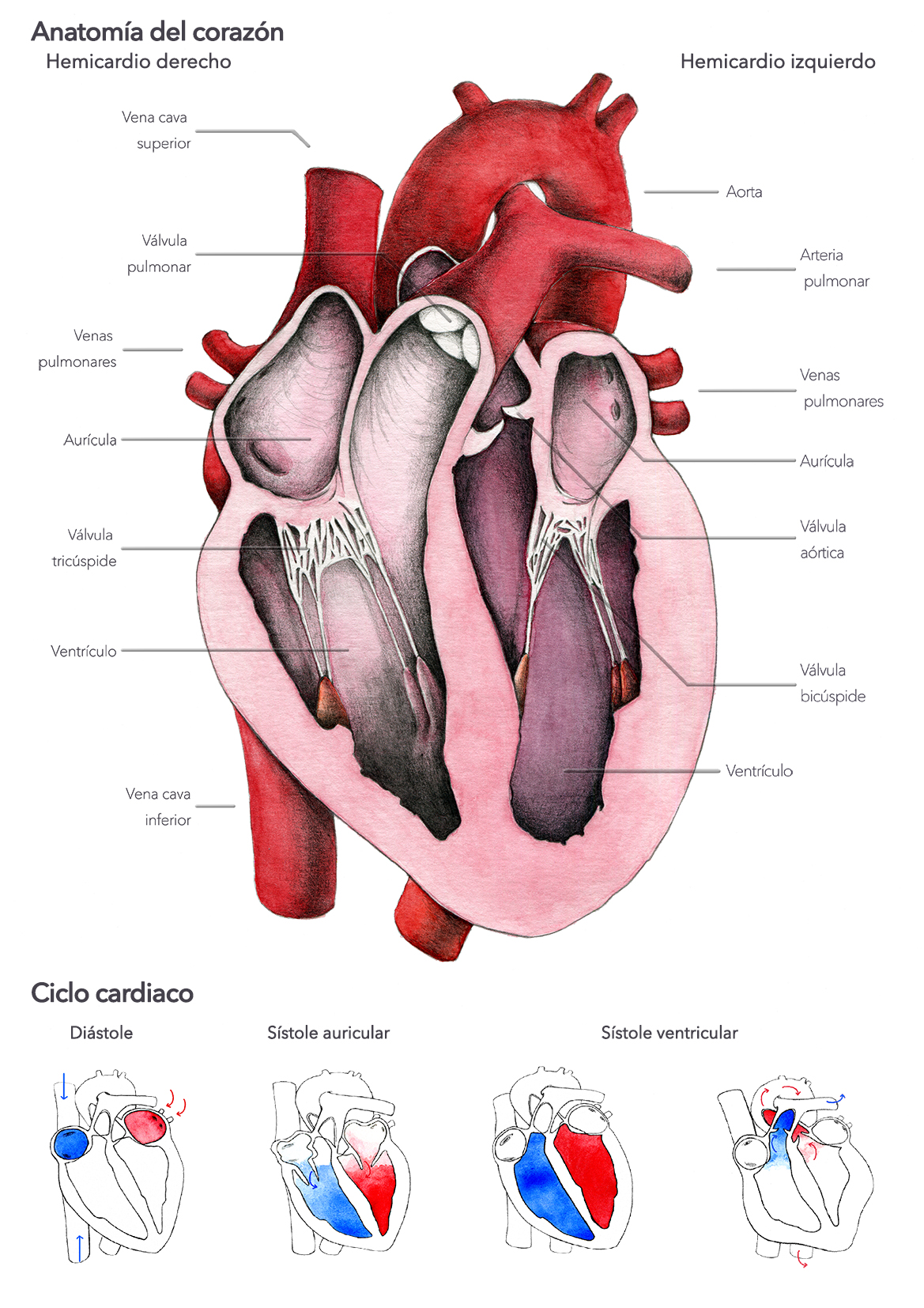

Durante la diástole auricular, las aurículas se llenan de sangre por el retorno venoso desde los tejidos a través de la vena cava superior y vena cava inferior y se produce un aumento progresivo de la presión intra-auricular hasta superar la presión intra-ventricular.
Durante la diástole ventricular, inicialmente la presión dentro de los ventrículos disminuye. Cuando la presión en el ventrículo izquierdo cae por debajo de la presión de la aurícula izquierda, la válvula mitral se abre, y el ventrículo izquierdo se llena con sangre que se había estado acumulando en la aurícula izquierda.  Igualmente, cuando la presión del ventrículo derecho cae por debajo de la que existe en la aurícula derecha, la válvula tricúspide se abre, y el ventrículo derecho se llena de la sangre que se acumulaba en la aurícula derecha.